# Ľubotice
Ľubotice (hongrois : Kelemes) est un village de Slovaquie situé dans la région de Prešov.

## Histoire
Première mention écrite du village en 1285.

## Démographie

### Évolution de la population
| Année:               | 1994. | 2004.    | 2014.    | 2024.    |
| -------------------- | ----- | -------- | -------- | -------- |
| Nombre de personnes: | 2225  | 2783     | 3200     | 4103     |
| Différence:          |       | +25,07 % | +14,98 % | +28,21 % |

| Année:               | 2023. | 2024.   |
| -------------------- | ----- | ------- |
| Nombre de personnes: | 3974  | 4103    |
| Différence:          |       | +3,24 % |